# Heinz Bielig
Heinz Bielig es un deportista de la RDA que compitió en piragüismo en la modalidad de eslalon. Ganó cuatro medallas en el Campeonato Mundial de Piragüismo en Eslalon, en los años 1957 y 1959.

## Palmarés internacional
| Campeonato Mundial | Campeonato Mundial | Campeonato Mundial | Campeonato Mundial |
| Año                | Lugar              | Medalla            | Competición        |
| ------------------ | ------------------ | ------------------ | ------------------ |
| 1957               | Augsburgo (RFA)    | Medalla de oro     | F1 por equipos     |
| 1957               | Augsburgo (RFA)    | Medalla de bronce  | F1 individual      |
| 1959               | Ginebra (Suiza)    | Medalla de oro     | F1 por equipos     |
| 1959               | Ginebra (Suiza)    | Medalla de bronce  | F1 individual      |